# Pornainen
Pornainen (szw. Borgnäs) – gmina w Finlandii, położona w południowej części kraju, należąca do regionu Uusimaa.